# IC 2292
IC 2292 је појединачна звијезда у сазвјежђу Рак која се налази на листи објеката дубоког неба у Индекс каталогу.
Деклинација објекта је + 19° 33' 47" а ректасцензија 8h 19m 22,0s.